# Azazia consueta
Azazia consueta är en fjärilsart som beskrevs av Walker 1869. Azazia consueta ingår i släktet Azazia och familjen nattflyn. Inga underarter finns listade i Catalogue of Life.